# Чугунов, Константин Алексеевич
Константи́н Алексе́евич Чугуно́в (17 ноября 1916, Симбирск — 30 марта 1991, Москва) — русский переводчик и редактор.

## Биография
В 1934—1938 гг. учился в Москве на зоотехническом факультете Сельскохозяйственной академии имени Тимирязева со специализацией по крупному рогатому скоту. В 1938 г. был направлен в Школу особого назначения НКВД и до 1953 года был сотрудником органов государственной безопасности. Выполнял задания за границей СССР, был награждён орденами и медалями. За время службы окончил экстерном Сельскохозяйственную академию и Высшую дипломатическую школу.
В 1953 г. отчислен из органов безопасности при слиянии МГБ и МВД СССР. Однако и последующие должности Чугунова были связаны с вопросами госбезопасности: так, в конце 1950-х гг. он был ответственным секретарём Иностранной комиссии Союза писателей СССР, ведавшей выдачей разрешений на зарубежные поездки советских писателей. В 1967—1990 гг. Чугунов занимал должность заместителя главного редактора журнала «Иностранная литература», в 1969—1970 году исполнял обязанности главного редактора.
С конца 1950-х гг. занимался переводами художественной и публицистической литературы с английского, французского, испанского языков. Основные переводческие работы Чугунова:
- Джон Апдайк «Слишком далеко идти» (роман)
- Джон Дос Пассос «Большие деньги» (роман)
- Джон Фаулз «Башня из чёрного дерева» (роман)
- Ирвин Шоу «Вечер в Византии» (роман)